# خیابان کورش (اورشلیم)

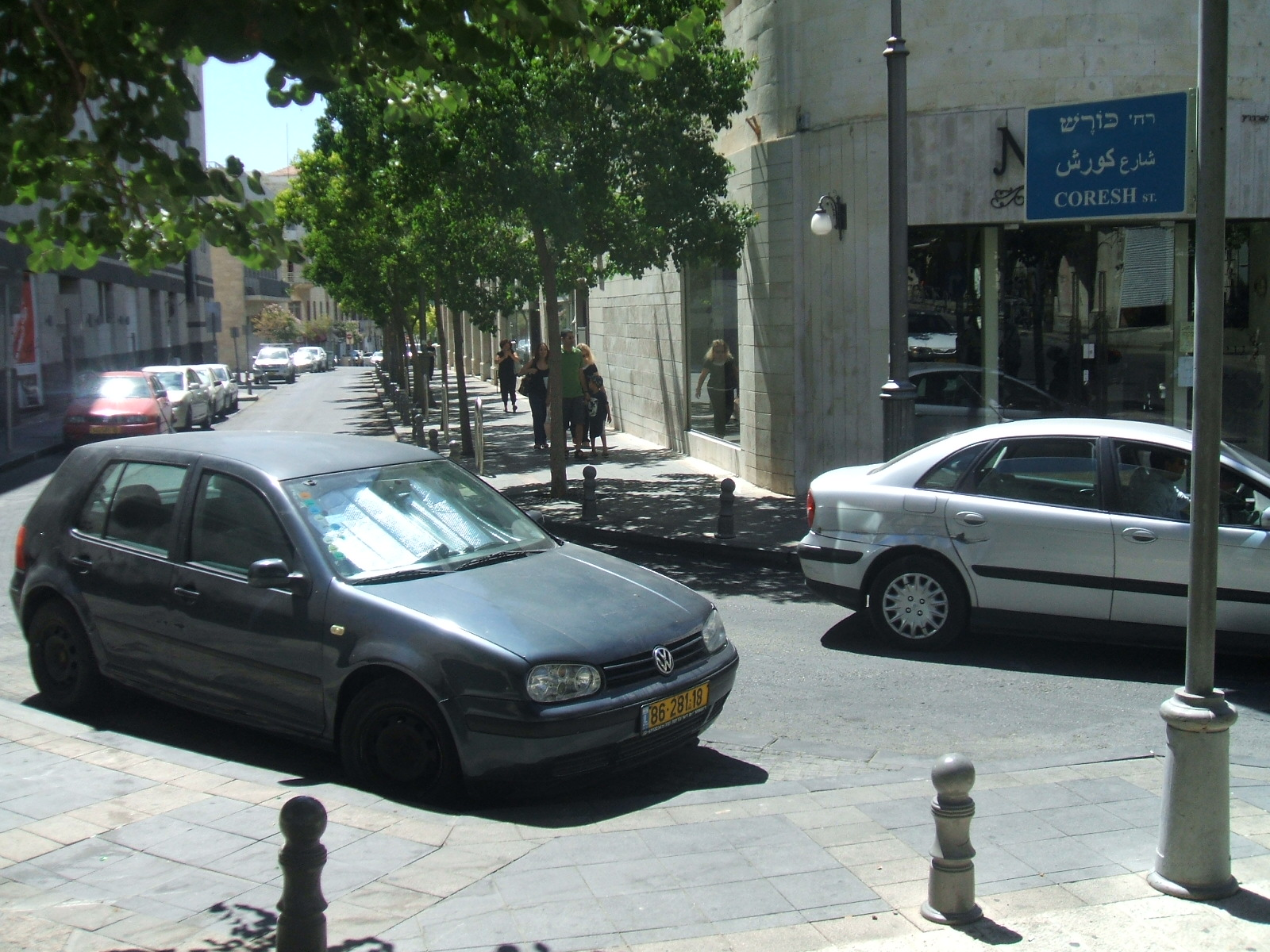
تابلوی خیابان کورش به سه زبان عبری، عربی و انگلیسی.

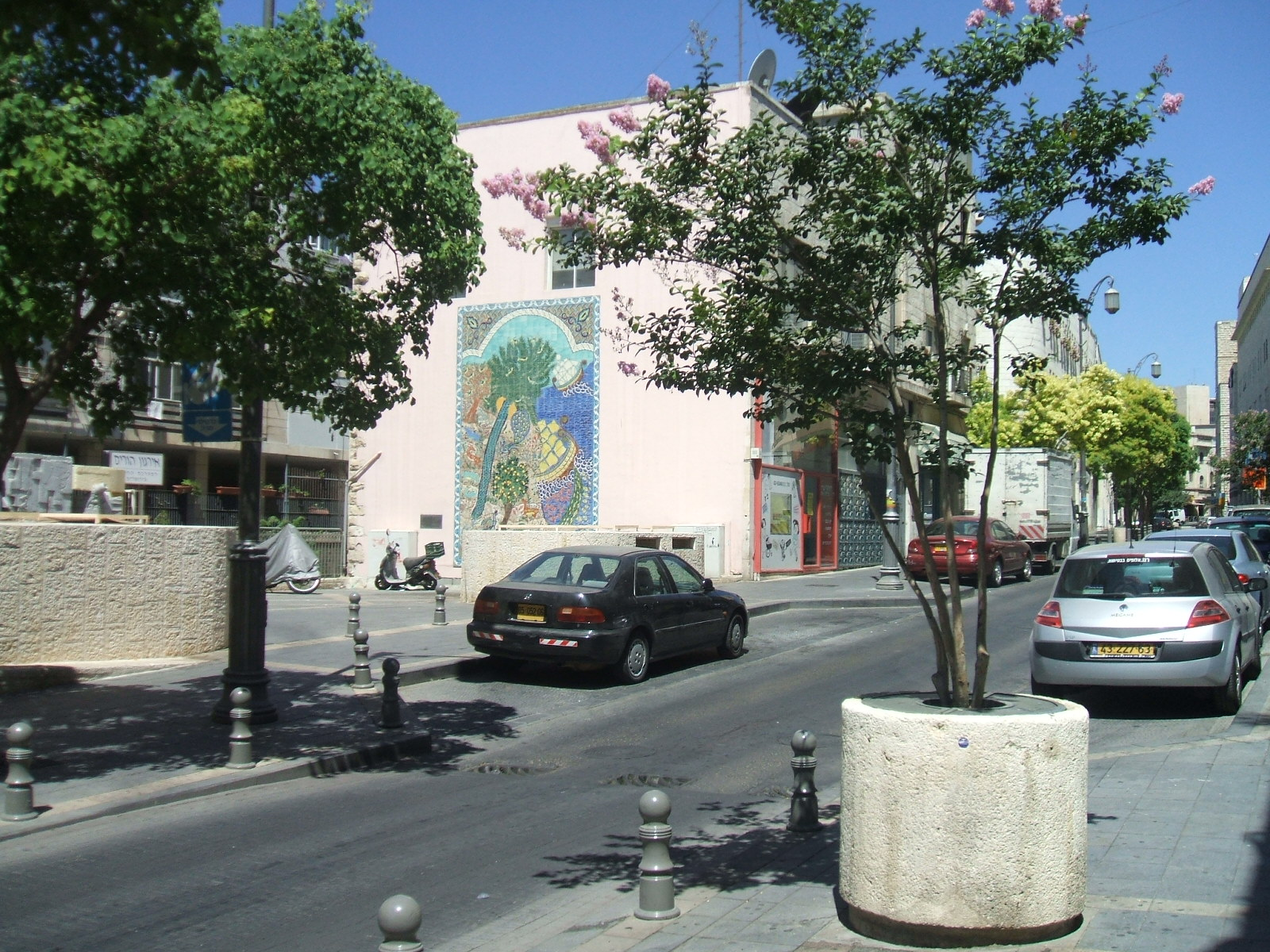
کاشی‌کاری «گوشه‌چشمی از بهشت» از هنرمند ارمنی «ماری بالیان» در خیابان کورش اورشلیم

خیابان کورِش، (به عبری: רחוב כורש) یکی از خیابان‌های مرکزی اورشلیم، شهری بزرگ و باستانی و مورد ادعای پایتختی از سوی اسرائیل است. این خیابان برای دستور کوروش بزرگ برای پایان دادن به بیش از نیم قرن تبعید یهودیان، به نام او نام‌گذاری شده‌است.
چنانچه نقشهٔ گوگل نشان می‌دهد این خیابان دو قسمت دارد، قسمت بزرگ‌تر از خیابان ملکه شلوموصیون آغاز می‌شود و تا خیابان شلوموهَمَلِخ (شاه سلیمان) ادامه دارد. اندازه‌گیری با کمک ابزارهای اندازه‌گیری نقشهٔ گوگل نشان می‌دهد عرض این بخش حدود ۴ متر و طولش اندکی کم‌تر از ۲۹۰ متر است. بخش دوم هر چند از خیابان شلوموهَمَلِخ آغاز می‌شود و تا جادهٔ الخلیل (هبرون) ادامه دارد، اما در خیابان شلوموهَمَلِخ درست مقابل بخش اول نیست و دو بخش حدود ۳۰ متر با هم فاصله دارند. عرض بخش دوم (همچنان با کمک ابزارهای اندازه‌گیری نقشهٔ گوگل) حدود ۴ متر یا کم‌تر و طول آن کم‌تر از ۹۰ متر است. خیابان کورِش دارای یک پیچ حدود ۹۰ درجه در یک سر و جدا افتادگی پیش‌گفتهٔ دو بخش در تقاطع با خیابان شلوموهَمَلِخ است. طول تقریبی دو بخش بر روی هم، حدود ۳۷۵ متر است.
چنان‌که فتاحی خبرنگار بی‌بی‌سی فارسی می‌گوید خیابان کورِش در بخش غربی و یهودی‌نشین مرکز شهر واقع شده‌است و با بخش کهن آن فاصلهٔ زیادی ندارد؛ چندان پر زرق و برق نیست و در آن چند کلاب، مغازهٔ کابینت‌سازی و عتیقه‌فروشی فعالند.